# Mama (rivière)
Pour les articles homonymes, voir Mama.
La Mama (en russe : Мама) est une rivière de Russie qui coule en 
Sibérie orientale. C'est un affluent de la rivière Vitim en rive gauche, donc un sous-affluent de la Léna.

## Géographie
La Mama traverse la république autonome de Bouriatie et l'oblast d'Irkoutsk. 
La Mama se forme à une altitude de 439 mètres dans les monts septentrionaux du Baikal du nord de l'oblast d'Irkoutsk, par la réunion de deux branches-source :  la Levaïa Mama (Mama gauche) et la Pravaïa Mama (Mama droite). 
Chacun de ces deux cours d'eau naît sur le rebord nord des monts de l'Angara supérieure (en russe Verkhneangarskiï Khrebet - Верхнеангарский хребет) hauts de plus de 2 600 mètres, partie occidentale des monts Stanovoï situés dans le nord de la république autonome de Bouriatie. La source de la Mama gauche se trouve à 1 720 mètres d'altitude, celle de la Mama droite à 1 900 mètres.
La Mama gauche longue de 200 kilomètres, est considérée comme cours supérieur de la rivière. 
Après sa formation, la Mama coule en direction du nord-est et franchit bientôt la limite de l'oblast d'Irkoutsk. Après un parcours de 206 kilomètres dans une région de moyenne montagne, elle se jette en rive gauche dans la rivière Vitim au niveau de la petite localité de Mama.

## Localités traversées
Il y a peu d'établissements humains sur les rives de la Mama. 
L'exploitation du mica au milieu du XXe siècle a été cependant à l'origine de quelques petites localités comme la station de Lougovskoï, ou Slioudianka (du russe slioudy ou cлюды pour mica). 

## Affluents
- La Kaverga (rive droite)
- Le Konkouderi (ou Konkoudera) (rive droite)

## Navigabilité
La Mama est généralement gelée depuis octobre, jusqu'au mois de mai.
Elle est navigable sur 110 kilomètres en amont de sa confluence. 

## Hydrométrie - Les débits mensuels à Lougovskoï
La Mama est un cours d'eau très abondant. Son débit a été observé pendant 21 ans (entre 1970 et 1990) à Lougovskoï, localité située à 34 kilomètres de son embouchure dans le Vitim. 
Le débit inter annuel moyen ou module observé à Lougovskoï sur cette période était de 354 m3/s pour une surface de drainage de 18 400 km2, soit 97,5 % ou la presque totalité du bassin versant de la rivière.
La lame d'eau écoulée dans ce bassin versant se monte ainsi à 607 millimètres par an, ce qui doit être considéré comme très élevé dans le contexte de la Sibérie et du bassin de la Léna. 
Rivière abondante, alimentée en majeure partie par la fonte des neiges, la Mama est un cours d'eau de régime nivo-pluvial qui présente deux saisons bien différenciées. 
Les hautes eaux se déroulent de la fin du printemps au début de l'automne, du mois de mai au mois de septembre inclus, avec un sommet très net en juin qui correspond au dégel et à la fonte des neiges. Le bassin bénéficie de précipitations abondantes en toutes saisons, particulièrement sur les hauts sommets (monts Stanovoï). Elles tombent sous forme de pluie en été, ce qui explique que le débit de juillet à octobre soit bien soutenu. En septembre puis octobre, le débit de la rivière baisse progressivement, ce qui mène à la période des basses eaux liée au gel. Celle-ci d'une durée de sept mois, a lieu d'octobre à début mai et correspond à l'hiver et aux importantes gelées qui s'étendent sur toute la région. 
Le débit moyen mensuel observé en mars (minimum d'étiage) est de 38,6 m3/s, soit quelque 3 % du débit moyen du mois de juin (1 316 m3/s), ce qui souligne l'amplitude très importante des variations saisonnières. Sur la durée d'observation de 21 ans, le débit mensuel minimal a été de 24,6 m3/s (février 1974), tandis que le débit mensuel maximal s'élevait à 1 980 m3/s (juin 1980). Les débits mensuels inférieurs à 25 m3/s sont exceptionnels. 
En ce qui concerne la période estivale, la seule utile car libre de glaces (de juin à septembre inclus), le débit mensuel minimum observé a été de 278 m3/s en septembre 1973.